# Premis Recvll
Els premis Recvll són uns dels guardons més antics en llengua catalana dels Països Catalans que organitza l'Associació Recvll de Blanes, una entitat fundada el 1920 a Blanes per a la promoció i divulgació de la llengua i cultura catalanes. A part de l'organització del premi, també tenen cura de l'edició i publicació de la revista trimestral Recvll.
Actualment, el premi consta de sis categories: el Joaquim Ruyra de Narració, el Benet Ribas de Poesia, el Salvador Reynaldos de Periodisme, el Rafel Cornellà-Joaquim Abril de Retrat literari, el Josep Ametller de Poesia i el més recent el de Cançó en català.
Durant les més de seixanta edicions l'han guanyat autors i poetes com Montserrat Roig, Maria Antònia Oliver, Anna Murià, Jaume Cabré, David Cirici, Sílvia Soler i Guasch, Maria Mercè Roca, Gemma Lienas, Sebastià Bennasar, Màrius Sampere, Vinyet Panyella, Laia Noguera, Josep Lluís Roig, Mireia Vidal-Conte, Max Besora, Eva Baltasar, Lucia Pietrelli, Jordi Sala i Lleal, Ramon Madaula o Miquel Martín entre molts d'altres.

## Història
Els premis Recvll són un concurs periodístic i literari en català que celebra anualment al març. Troben el seu origen en la Festa Anyal que la revista blanenca va organitzar el 1952 en honor de Sant Francesc de Sales.
Durant la repressió del règim franquista la celebració del certamen va topar amb dificultats burocràtiques, la forta censura local de la dècada dels 50 i la Llei Fraga dels anys 60. Inicialment, sols es premiaven dues categories: narració i assaig, tenia caràcter local i en més d'una ocasió es van haver de celebrar en la clandestinitat i sota l'aixopluc de l'església. Malgrat tot, aquest concurs literari es va estendre a nivell nacional i el 1967, després de la represa de la revista, va estrenar dues categories més: narracions curtes i poesia.
Els premis Recvll van permetre que els joves de Blanes s'iniciessin en la literatura i el dibuix artístic i durant la transició, van ser presidits pels presidents Josep Tarradellas (1980) i Jordi Pujol (1981, 1983, 1987 i 1989); a més de rebre la participació de personalitats catalanes destacades com diversos cantautors de la Nova Cançó –moviment del qual la revista n'havia fet ressò- com Dolors Laffitte (1975). Actualment, les categories del concurs són: teatre, narració, retrat literari, poesia i periodisme.

## Guardonats

### Premi de Narració Joaquim Ruyra
- 1965. Jaume Reixach, de Blanes
- 1966. Joaquim Carbó, de Barcelona
- 1968. Manuel Pérez i Bonfill, de Tortosa
- 1969. Enric Larreula, de Barcelona
- 1970. Montserrat Roig, de Barcelona
- 1971. Maria Antònia Oliver, de Barcelona
- 1972. Antoni Serra i Bauçà, de Ciutat de Mallorca
- 1973. Jordi T. Omedes, de Barcelona
- 1974. Carme Riera, de Ciutat de Mallorca
- 1975. Oleguer Sarsanedas, de Barcelona
- 1976. Francesc Grau i Viader, de Calella
- 1977. Jaume Creus, de Barcelona
- 1978. Anna Murià, de Terrassa
- 1979. Andreu Sotorra, de Reus
- 1980. Jaume Cabré, de Terrassa
- 1981. Isa Tròlec, de València
- 1982. David Cirici, de Barcelona
- 1983. Rosa Victòria Gras, de Barcelona
- 1984. Sílvia Soler, de Badalona
- 1985. Maria Mercè Roca, de Girona, amb Veus de dona[3]
- 1986. Matilde Sauri i Aloi, de València
- 1987. Gemma Lienas, de Barcelona
- 1988. Jordi Arbonès, de Girona
- 1989. Xavier Cortadellas, de la Bisbal d'Empordà
- 1990. Marià Sais i Ribas, de la Bisbal d'Empordà
- 1991. Andreu Carranza, de Flix
- 1992. Lali Cistaré, de Barcelona
- 1993. Vicent Pallarès i Porcar, d'Onda
- 1994. Rafel Crespí i Ramis, de Pòrtol
- 1995. Josep Valls, de Figueres
- 1996. Montserrat Cornelles, de l'Hospitalet de Llobregat
- 1997. Octavi Egea, de Barcelona
- 1998. Albert Figueras, de Cabrera de Mar
- 1999. Jordi Bonet, de la Bisbal d'Empordà
- 2000. Guillem Rosselló i Bujosa, de Bunyola
- 2001. Jaume Copons, de Barcelona
- 2002. Josep-Francesc Delgado, de la Garriga
- 2003. Rafa Gomar, de València
- 2004. Marila Pons, de Barcelona
- 2005. Jaume Benavente, de Barcelona
- 2006. Sergi Santjoan, de Vallromanes
- 2007. Joan Pinyol, de Capellades
- 2008. Teresa Franquesa, de Barcelona
- 2009. Manel Guitart, de Barcelona
- 2010. Ramon Pardina, de Barcelona
- 2011. Alba Dalmau, de Cardedeu
- 2012. Rodolfo del Hoyo, de Santa Coloma de Gramenet
- 2013. Sebastià Bennasar, de Lisboa
- 2014. Iñaki Rubio, d'Andorra
- 2015. Xavier Vidal Alemany, de Sabadell
- 2016. Montserrat Espallargas, de Terrassa
- 2017. Montserrat Segura Feliu, de Figueres
- 2018. Oscar Palazón Ferré, de Tarragona
- 2019. Desert
- 2020. Albert Canadell, de Torelló, amb La ferida
- 2021. Àngela Vinent, de Barcelona, amb Pati de veïns
- 2022. Jaume Aubanell, de Malgrat de Mar, amb El gust és meu
- 2023. Núria Martí Constans, de Calella, amb El món dels vius[4]
- 2024. Jaume Capsada, de Barcelona, amb Al país dels ungrus[5]
- 2025. Francesc Duch, de Girona, amb Vòrtex.[6]

### Premi de Poesia Benet Ribas
- 1968. Francesc Parcerisas, de Barcelona
- 1969. Maria Carme Oller i Giralt, de Barcelona
- 1970. Alfred Badia, de Barcelona
- 1971. Ramon Comas, de Tarragona
- 1972. Rafael Nadal, de Girona - Accèsit
- 1973. Ramon Pinyol, de Barcelona
- 1974. Mn. Joan Montalà, de Barcelona
- 1975. Màrius Sampere, de Barcelona
- 1976. David Jou, de Sitges
- 1977. Pere Fons i Vilardell, de Callús
- 1978. Joan Maria Puigbert, de la Bisbal d'Empordà
- 1980. Sara Pujol i Codony, de Manlleu
- 1981. Gaspar Jaén, d'Elx
- 1982. Jacint Sala, de Manlleu
- 1983. Jordi Larios i Aznar, de Ciutat de Mallorca
- 1984. Joan Soler i Amigó, de Badalona
- 1985. Emília Auqué i Ribas, de Barcelona
- 1986. Joan Vergés, de Barcelona
- 1987. Joaquim Alabau i Jordà, de Girona - Accèssit
- 1987. Aleix Cort i Vives, de Reus - Accèssit
- 1988. Pep Bataller, de València
- 1989. Salvador Jordà i Alario, de Barcelona
- 1990. Salvador Giralt i Arnella, de Vulpellac - Accèssit
- 1990. Francesc Pané i Sans, de Lleida - Accèssit
- 1991. Esther Martínez-Pastor, de Barcelona
- 1992. Alícia Tello, de Barcelona
- 1993. Xavier Amorós i Corbella, de Barcelona
- 1994. Antoni Sbert i Quart, de Ciutat de Mallorca
- 1995. Hèctor Bofill, de Barcelona
- 1996. Lluís Freixas i Mascort, de Cassà de la Selva
- 1997. Vinyet Panyella, de Sitges
- 1998. Joan Trujols i Albet, de Barcelona
- 1999. Sadurní Tubau i Pascual, de Barcelona
- 2000. Lala Blay i Montmany, de Barcelona
- 2001. Noemí Bibilos, de Barcelona
- 2002. Albert Balasch, de Barcelona
- 2003. Laia Noguera, de Calella
- 2004. Josep Lluís Roig, d’Oliva
- 2005. Mireia Vidal-Conte, de Barcelona
- 2006. Jordi Cervera i Nogués, de Reus
- 2007. Jaume Bosch i Call, de Malgrat de Mar
- 2008. Max Besora, de Barcelona
- 2009. Pepa Úbeda, de València
- 2010. Eva Baltasar, de Girona
- 2011. David Jiménez Cot, de Sant Celoni
- 2012. Lucia Pietrelli, de Barcelona
- 2013. Joan Duran i Ferrer, de Sitges
- 2014. Joan Carles González Pujalte, de Mataró
- 2015. Isabel Oliva Prat, de Girona
- 2016. Josep Masanés Nogués, de Maó
- 2017. Àngela Ribas Lacasa, de Sant Feliu de Guíxols
- 2018. Marta Pera Cucurell, de Mataró
- 2019. Joan Carles González Pujalte, de Mataró
- 2020. Joan Callau Fortuna, de l'Ametlla de Mar, amb Com l'hora blava
- 2021. Jordi Julià, Sant Celoni, amb L'estranya terra
- 2022. Joan Graell, de Cambrils, amb Alfabet a l'ombra
- 2023. Josep Masats, de Mollet del Vallès, amb Cata.cat[4]
- 2024. Clara Ballart Lladós, de Girona, amb La llum igual[5]
- 2025. Josep Domènech Ponsatí, de Sant Feliu de Guixols, amb I així, successivament.[6]

### Premi de Teatre Josep Ametller
- 1984. Toni Cabré, de Mataró
- 1985. Desert
- 1986. Joan Cavallé i Busquets, de Tarragona
- 1987. No adjudicat
- 1988. Roger Justafré, de Barcelona - Accèssit
- 1989. Maria Josep Ragué i Arias, de Barcelona - Accèssit
- 1990. Rosa Victòria Gras, de Barcelona
- 1991. Xavier Vernetta i Gallart, de Barcelona - Accèssit
- 1992. No adjudicat
- 1993. Josep Fradera i Soler, de Mataró
- 1994. Joan Guasp, de Consell
- 1995. Lluís Bosch i Albert, de Sta. Coloma de Queralt
- 1996. Enric Rufas i Bou, del Prat de Llobregat
- 1997. Toni Cabré, de Mataró
- 1998. Lluís Hansen i Fors, de Barcelona
- 1999. Ignasi López-Serra, de Barcelona
- 2000. Jordi Prat i Coll, de Girona
- 2001. Joan Solana, de Banyoles
- 2002. Carles Batlle, de Barcelona
- 2003. Òscar Roig i Carrera, de Barcelona
- 2004. Gerard Vázquez, de Barcelona
- 2005. Jordi Sala i Lleal, de Banyoles
- 2006. Joan Guasp, de Consell
- 2007. Josep-Ramon Bach, de Barcelona
- 2008. No adjudicat
- 2009. Ferran Joanmiquel, de Girona
- 2010. Jordi Condal, de Cerdanyola del Vallès
- 2011. Alexandre Ballester Moragues, de Sa Pobla
- 2012. Jordi Portals Casanovas, de Barcelona
- 2013. Joan Guasp, de Consell (Mallorca)
- 2014. Ramon Madaula, de Sant Cugat del Vallès
- 2015. Irene Tarrés Canimas, de Sant Feliu de Pallerols
- 2016. Desert
- 2017. Eloi Falguera Vidal, de Terrassa
- 2018. Esteban Eche Costa, de Barcelona
- 2019. Jan Vilanova Claudín, de Barcelona
- 2020. Ramon Madaula, de Sant Cugat del Vallès, amb Els Brugarol
- 2021. Ignasi Garcia Barba, amb L'aprenenta
- 2023. Laura Masmiquel, de Girona, amb Mel[4]
- 2024. Carles Batlle Jordà, d'Argelaguer, amb La seducció[5]
- 2025. Héctor Seoane, de Consell, amb Don’t touch the siurell[6]

### Premi de Periodisme Salvador Reynaldos
- 1994. Ernest Farrés i Junyent, d’Igualada
- 1995. J. Antoni Corella i Miracle, de Sitges
- 1996. Víctor Alexandre i Benet, de Sant Cugat del Vallès
- 1997. Gerard Bagué i Hugas, de Girona
- 1998. Rosa Castelló i Morro, d’Onda
- 1999. Jordi Capdevila i Mas, de Lleida
- 2000. Daniel Giménez i Señorón, de Tordera
- 2001. Irene Dalmases i Vidal, de Barcelona
- 2002. Jordi Capdevila i Mas, de Lleida
- 2003. Josep Cornellà i Canals, de Girona
- 2004. Núria Gas de Cid, de Camp-redó
- 2005. Quim Gibert, d’Arenys de Mar
- 2006. Núria Garcia i Quera, de Tornafort
- 2007. Marc Pallarès i Piquer, de Vila-real
- 2008. David Figueres, de Reus
- 2009. Anna Ballbona, de Montmeló
- 2010. Àngel Rodríguez i Vilagran, de Salt
- 2011. Ricard Biel Albiol, de Girona
- 2012. J. Víctor Gay, de Girona
- 2013. Joan Vicent Yago Martí, de Sueca
- 2014. J. Víctor Gay, de Girona
- 2015. Josep Lluís Micó, de Barcelona
- 2016. Jaume Planas Penxachs, de Blanes
- 2017. Desert
- 2018. Enric Garcia Jardí, de Tarragona
- 2019. Carlus Gay i J. Víctor Gay, de Girona
- 2020. Desert.
- 2021. Àlvar Caixal, amb Verdalet i Guardiola, Francesc (Blanes 1914-KL Mauthausen 1941)
- 2022. Ruth Vilar, amb Reajustar o emmalaltir
- 2023. Jaume Planas Perxachs, de Blanes, amb La vida als marges[4]
- 2024. Francesc Xavier Ferré Martí, de Reus, amb Mare nostrum, mare mortum[5]
- 2025. Jaume Planas Perxachs, de Blanes, amb Epístola pels progres reaccionaris[6]

### Premi de Retrat literari Rafel Cornellà-Joaquim Abril
- 1978. Pere Madrenys, de Girona
- 1979. J.B. Mengual i Llull, de València
- 1980. Enric Giménez, de Barcelona
- 1982. Narcís Ramió i Diumenge, de Pineda - Accèssit
- 1982. Oriol Izquierdo i Jaume Subirana, de Barcelona - Accèssit
- 1983. Josep Maria Fonalleras, de Girona
- 1984. Joan Nualart i Sans, de Blanes
- 1985. Josep Maria Pàmies - Accèssit
- 1985. Margarida Casacuberta, d’Olot
- 1985. Lluís Rius, de Sant Feliu de Pallerols - Accèssit
- 1986. Jesús A. Vila i García, de l’Hospitalet - Accèssit
- 1986. Josep Grau i Colell, de Zuric (Suïssa) - Accèssit
- 1987. Col·lectiu “Limbània Montgrí”
- 1988. Jordi Arbonès, de Girona
- 1989. Agustí Pons, de Barcelona
- 1990. Enric Tubert i Canadà, de Girona
- 1991. Joan Alcaraz, de Barcelona
- 1992. Carles Riera, de Moià - Accèssit
- 1993. Francesc Marc Álvaro i Vidal, de Vilanova i la Geltrú
- 1994. Josep Maria Aloy i Bosch, de Manresa
- 1995. Marçal Sintes i Olivella, de Vilafranca del Penedès
- 1996. Enric Casulleras i Ambrós, de Taradell
- 1997. Josep Pastells, de Banyoles
- 1998. Joan Garí, de Borriana
- 1999. Josep Ballester, de València
- 2000. Manel García i Grau, de Benicarló
- 2001. Ramon Erra, de Lluçà
- 2002. Pere Gorgoll, de Girona
- 2003. Jaume Copons i Xavier de la Cruz, de Barcelona
- 2004. Xevi Camprubí, de Barcelona
- 2005. Vicenç Llorca, del Masnou
- 2006. Francesca Bartrina, de Banyoles
- 2007. Carme Arnau, de Barcelona
- 2008. Jaume Pomar, de Ciutat de Mallorca
- 2009. Montserrat Bacardí, de Barcelona
- 2010. Jaume Vellvehí, de Mataró
- 2011. Xavier Jové i Lagunas, de Peralada
- 2012. Jordi Llavina, de Vilafranca del Penedès
- 2013. Joan Garí, de Borriana
- 2014. Joan Tudela, de Barcelona
- 2015. Esteve Molero, de Sitges
- 2016. Jaume Calatayud Ventura, d'Altafulla (Tarragona)
- 2017. Nazaret Romero González, de Viladecans
- 2018. Mercè Pérez Torres, d'Esplugues del Llobregat
- 2019. Miquel Martín i Serra, de Begur
- 2020. Jaume Planas Perxachs, de Blanes, amb Un weekend prop de l'estany
- 2021. Ferran Garcia Moreno, amb Òpera Creus
- 2022. Ferran Garcia-Oliver, Beniopa
- 2023. Gemma Busquets, de Banyoles, amb Emma de Miranda. El secret de la dansarina[4]
- 2024. David Moré i Aguirre, de Tossa de Mar, amb A les envistes dels cent[5]
- 2025. Pere Gorgoll, d'Amer, amb M.S. Puigferrer o les aigües encantades[6]

### Premi de Conte infantil Joan Petit
- 2014. Jordi Serra Mayoral, de Palafrugell
- 2015. Xavier Jové Lagunas, de Peralada
- 2016. Olga Cercós i Bernal, de Begur
- 2017. Ruth Tormo Benavente, de Sant Feliu de Llobregat
- 2018. Desert
- 2019. Teresa Barba, de Barcelona

### Premi de Cançó en català
- 2023. Naiara Bruke, de Blanes, amb Poder viure't[4]
- 2024. Mireia Pagès Farró, de Girona, amb Sé que no t'agrado així[5]
- 2025. Salvador Colàs i Rocío Pinto, d'Arbúcies i Blanes, amb Veritablement[6]